# جون آرثر (فيلسوف)
جون آرثر (بالإنجليزية: John Arthur)‏ هو فيلسوف أمريكي، ولد في 22 سبتمبر 1946، وتوفي في 22 يناير 2007 في بينغامتون في الولايات المتحدة بسبب سرطان الرئة.

## وصلات خارجية
- جون آرثر على موقع ميوزك برينز (الإنجليزية)